# عدن بحري (المخادر)

تعديل مصدري - تعديل

عدن بحري محلة تابعة لقرية القبعة، التابعة لعزلة بني سرحة بمديرية المخادر إحدى مديريات محافظة إب في الجمهورية اليمنية، بلغ تعداد سكانها 42 حسب تعداد اليمن لعام 2004.